# Ernennungsurkunde

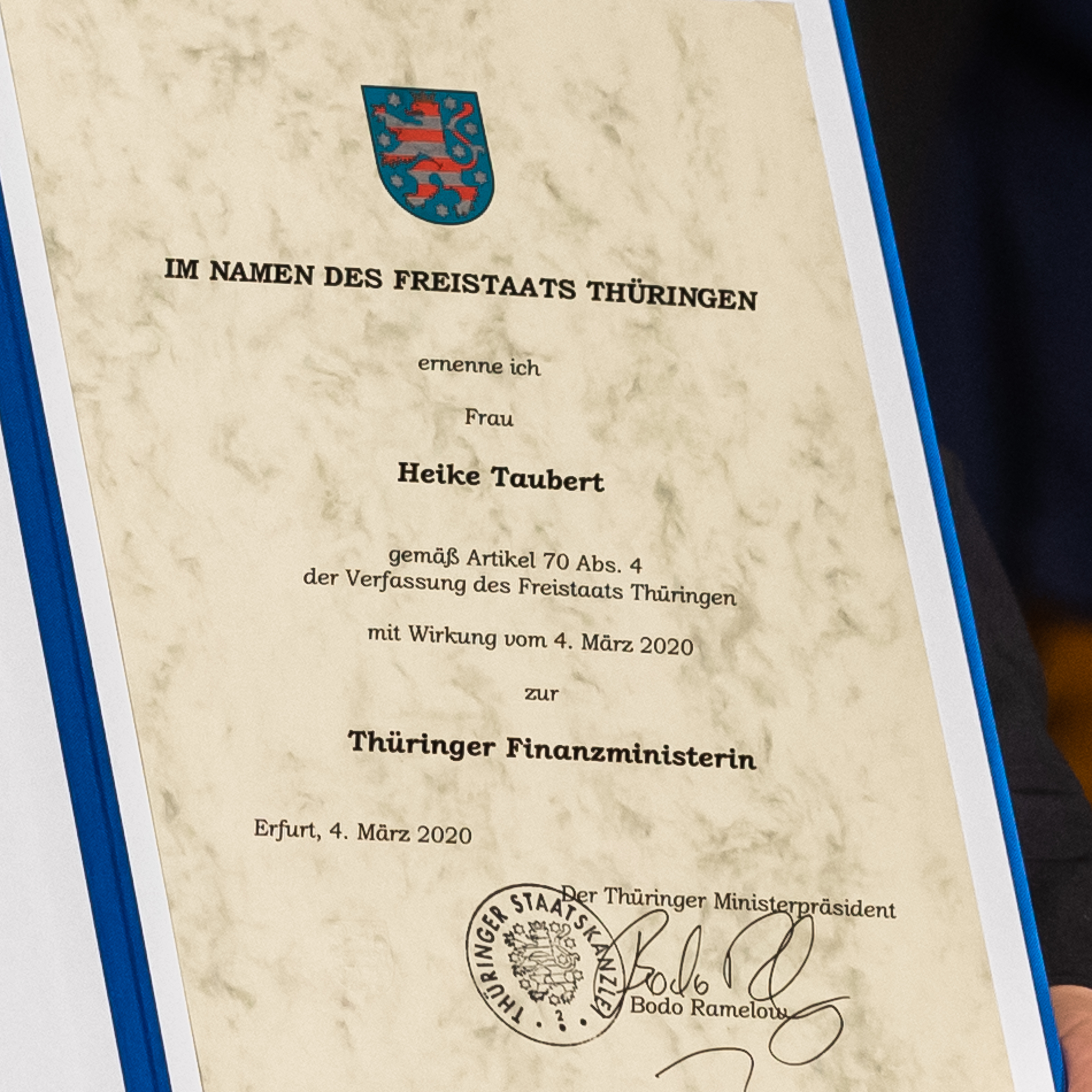
Ernennungsurkunde einer Landesministerin

Die Ernennungsurkunde dokumentiert den Verwaltungsakt der beamtenrechtlichen Ernennung. 
Der Beamte bekommt bei der Berufung in das Beamtenverhältnis, bei einer statusrechtlichen Veränderung, einer Versetzung zu einem anderen Dienstherrn oder einer Beförderung eine solche Urkunde von seinem Dienstherrn ausgehändigt. Für Mitglieder der Bundesregierung ist im deutschen Bundesministergesetz Entsprechendes vorgeschrieben, ferner, dass ihre Entlassung mit der Aushändigung einer diesbezüglichen Urkunde wirksam wird, die allerdings durch amtliche Veröffentlichung ersetzt werden kann. Ähnliches gilt für Richter, für den Wehrbeauftragten des Deutschen Bundestages und den Bundesbeauftragten für den Datenschutz und die Informationsfreiheit.
In den folgenden Regelungen des deutschen Bundesrechts wird die Ernennungsurkunde bzw. Urkunde ausdrücklich erwähnt:
Bundesbeamtengesetz
- § 10 Abs. 2 BBG
- § 12 Abs. 2 BBG

Beamtenstatusgesetz
- § 8 Abs. 2 BeamtStG, in Verbindung mit dem jeweiligen Landesbeamtenrecht, z. B. § 14 Landesbeamtengesetz NRW

Deutsches Richtergesetz
- § 17 Abs. 1 und 4 DRiG

Bundesministergesetz
- § 2 Abs. 1 bis 3 BMinG
- § 10 Satz 2 BMinG

Gesetz über den Wehrbeauftragten des Deutschen Bundestages
- § 15 Abs. 2 WBeauftrG

Bundesdatenschutzgesetz
- § 12 Abs. 2 BDSG